# Coelioxys cherenensis
Coelioxys cherenensis är en biart som beskrevs av Heinrich Friese 1913. Coelioxys cherenensis ingår i släktet kägelbin, och familjen buksamlarbin. Inga underarter finns listade i Catalogue of Life.